# Pena Corneira
La sierra de Pena Corneira es una sierra del noroeste de la península ibérica, ubicada en la provincia gallega de Orense, en España. Tiene el estatus de Monumento Natural.

## Descripción
Se extiende en los municipios gallegos de Carballeda de Avia, Leiro y Avión, dentro de la comarca de O Ribeiro, en la provincia de Orense, en España. Constituye una prolongación al noreste de la sierra de O Suído, que tiene una superficie aproximada de 998 hectáreas, entre las cuencas del río Avia y del Miño.
La zona está compuesta por un macizo granítico con dirección suroeste-nordeste caracterizado por una compleja asociación de formas geológicas que reúnen un interés especial por su singularidad. La importancia de la sierra viene dada por la masa plutónica que da lugar a un batolito de 18 km en sentido meridiano y 7 km en sentido este-oeste constituido por rocas graníticas hercínicas, de época postcinemática, de composición general calcoalcalina y subalcalina, apareciendo granitos biotíticos y granodioritas biotítico-anfibólicas, aunque no todo el macizo presenta facies similares, siendo esta diferenciación cristalina la que dio lugar a diferencias en la evolución geomorfológica que hicieron posible la existencia del macizo de Pena Corneira y sus formas asociadas: crestas graníticas, domos alveolos, corredores deprimidos y caos de bolas.

## Flora

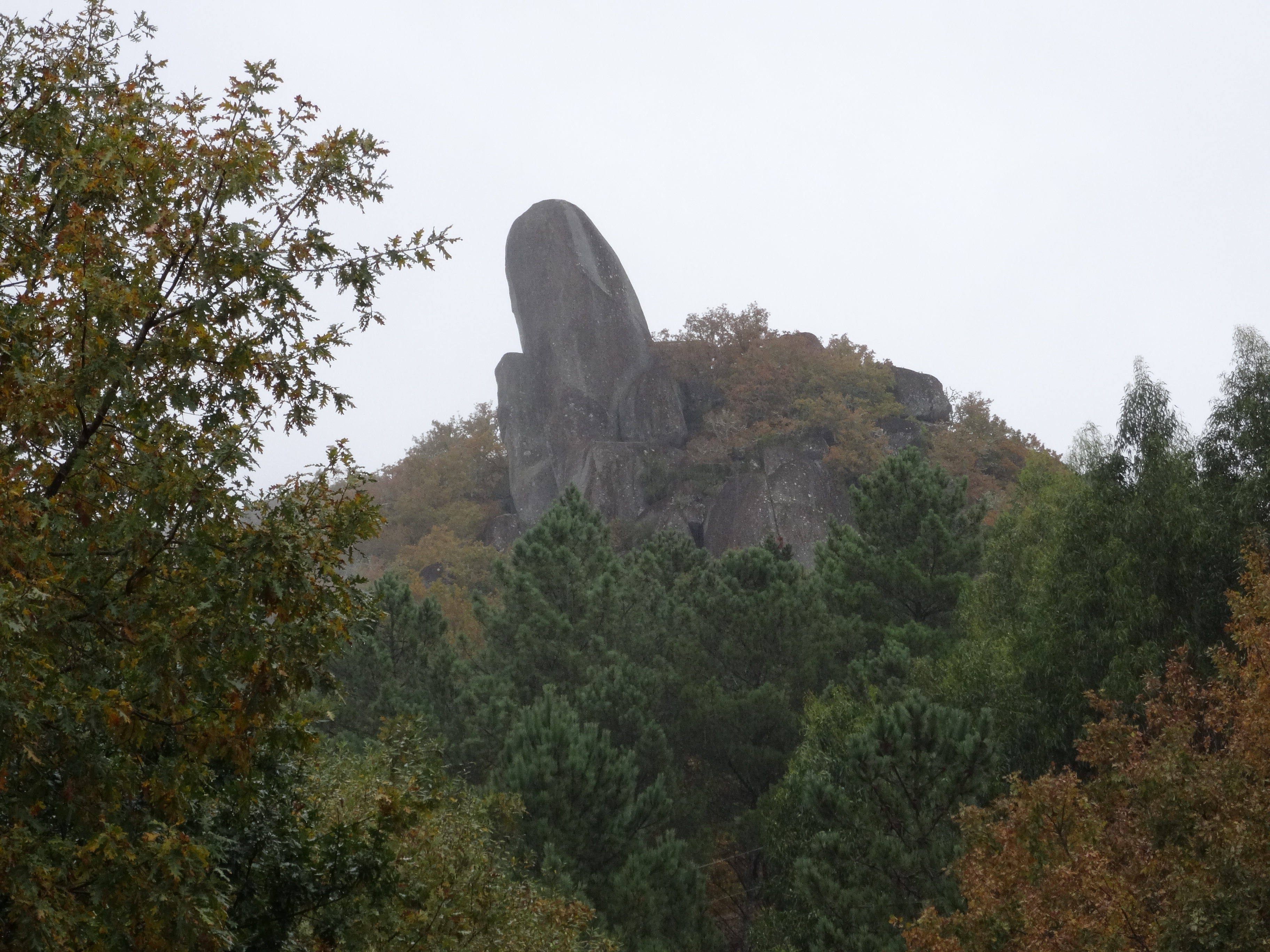
Pena Corneira, Carballeda de Avia.

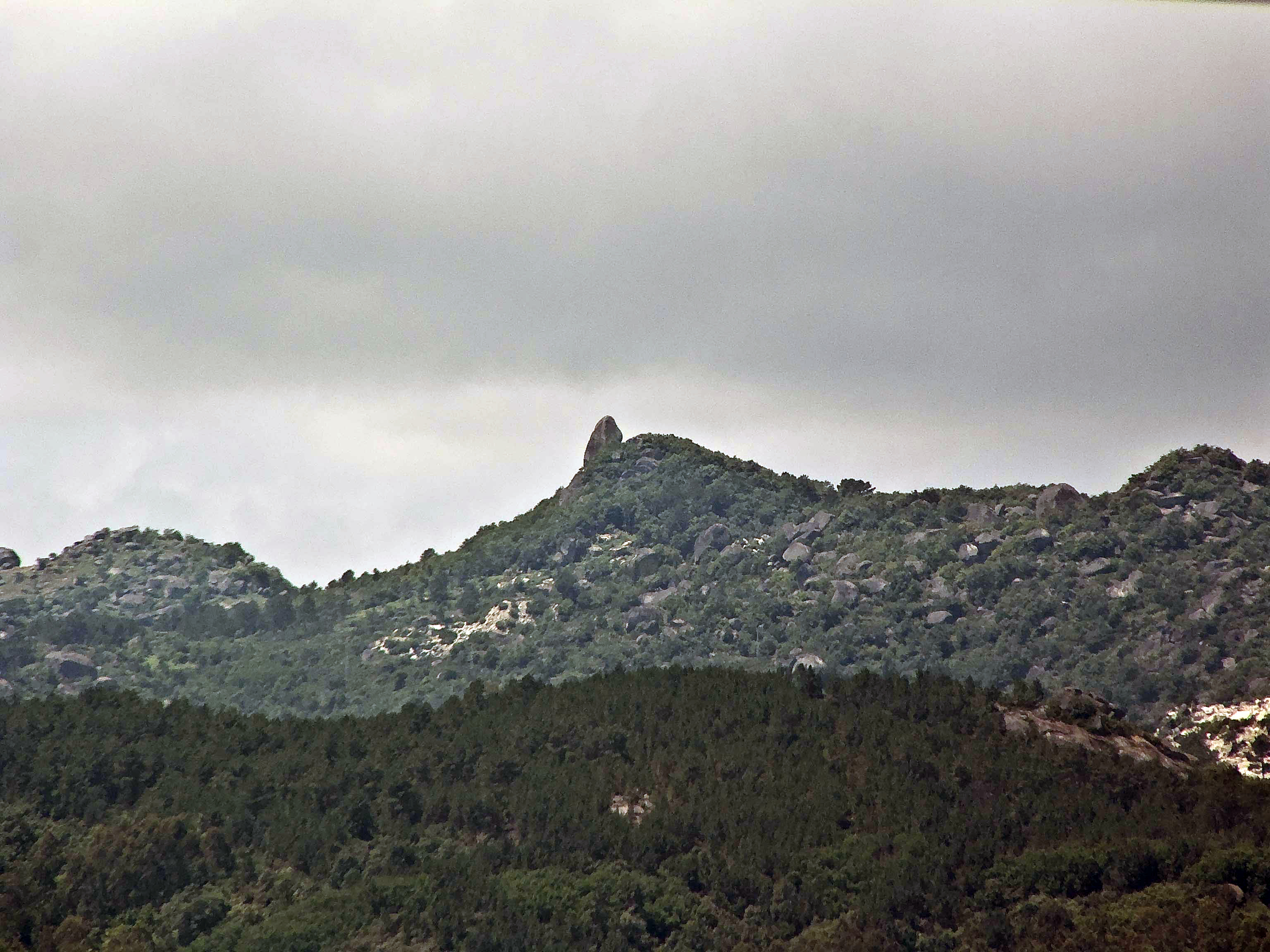
Pena Corneira.

Las formaciones arbóreas potenciales presentes en el entorno se corresponden con el piso bioclimático colino de la región eurosiberiana, teniendo bosques de Quercus robur de la asociación Rusco acualeati-Quercetum roboris, con algún rebollo Quercus pyrenaica, castaños Castanea sativa y laureles Laurus nobilis. En el sotobosque coexisten elementos florísticos variados: Pyrus cordata, Lonicera periclymenum, Frangula alnus, Crataegus monogyna, junto a algún elemento mediterráneo como puede ser el madroño Arbutus unedo. El matorral de la zona está dominado por las siguientes especies: Cytisus striatus, Ulex europaeus, Ulex minor, Genista triacanthos y Pteridium aquilinum, entre otras. En los riachuelos va a estar presente el bosque galería caracterizado por alisos Alnus glutinosa, acompañado del roble Quercus robur, junto a fresnos Fraxinus excelsior y abedules Betula pendula.
En las zonas de mayor altitud las formaciones arbóreas potenciales presentes corresponden al piso bioclimático montano de la región eurosiberiana, teniendo bosques de Quercus robur de la asociación Vaccinio myrtilli-Quercetum roboris, destacando otras especies como: el abedul Betula celtiberica, el acebo Ilex aquifolium o el castaño Castanea sativa. En el sotobosque coexisten elementos florísticos variados: Pyrus cordata, Vaccinium myrtillus, Rubus sp o Pteridium aquilinum. El matorral de la zona está dominada por las siguientes especies: Ulex europaeus, Ulex minor, Daboecia cantabrica, Erica cinerea, Erica arborea o Halimium alyssoides, entre otras. En los riachuelos va a estar presente el bosque galería caracterizado por alisos Alnus glutinosa, sauces Salix atrocinerea, fresnos Fraxinus excelsior y principalmente abedules Betula celtiberica.
La zona arbolada se encontraba poblada en su mayor parte por robledales de roble Quercus robur y rebollos Quercus pyrenaica, acompañados por bosquetes o pies aislados de otras frondosas como el castaño Castanea sativa, sauce Salix atrocinerea, aliso Alnus glutinosa, en las zonas bajas el alcornoque Quercus suber y en las altas el abedul Betula celtiberica, apareciendo también mezcladas con la anterior pequeñas masas y bosquetes de pinos y eucaliptos en los lugares de menor altitud de la zona propuesta. En cuanto a los matorrales, están constituidos por brezales (Erica arborea, Erica cinerea, Erica umbellata, E. aragonensis y E. ciliaris), tojales (Ulex europaeus) y retamas (Cytisus striatus, C. scoparius y C. multiflorus).

## Fauna
En cuanto a la fauna, se encuentran diversos taxones de las diferentes categorías en función de la altitud de la zona y de su situación biogeográfica, destacando anfibios como Discoglossus galganoi, aves como Buteo buteo, Certhia brachydactila o mamíferos como la Lutra lutra, Rhinolophus ferrumequinum, Canis lupus, y jabalíes.

## Monumento natural
Fue declarado el 20 de diciembre de 2007 Monumento Natural, al culminar un proceso iniciado en enero de ese año. El anuncio fue publicado oficialmente en el Diario Oficial de Galicia el 28 de enero de 2008.